# Calnú
Calnú est une ville de l'Uruguay située dans le département d'Artigas. Sa population est de 32 habitants.

## Géographie
Calnú est située dans le secteur 7, au nord de la ville de Tomás Gomensoro.

## Population
| Année | Population |
| ----- | ---------- |
| 2004  | 32         |

,